# Neivamyrmex sumichrasti
Neivamyrmex sumichrasti é uma espécie de formiga do gênero Neivamyrmex.